# بريان هيوز (سياسي)
بريان هيوز (بالإنجليزية: Bryan Hughes)‏ هو محامي وسياسي أمريكي، ولد في 21 يوليو 1969 في كويتمان في الولايات المتحدة. حزبياً، نشط في الحزب الجمهوري. وقد انتخب عضو مجلس نواب تكساس.

## وصلات خارجية
- الموقع الرسمي